# Цуцканиј дин Деал (Њамц)
Цуцканиј дин Деал (рум. Țuțcanii din Deal) насеље је у Румунији у округу Њамц у општини Бахна. Oпштина се налази на надморској висини од 367 m.

## Становништво
Према подацима из 2002. године у насељу је живело 58 становника, од којих су сви румунске националности.